# 逢瀬町河内
逢瀬町河内（おうせまち こうず）は、福島県郡山市の大字である。郵便番号は963-0212。

## 地理
郡山市西部の行政区である逢瀬町に属する。北で熱海町安子島、熱海町長橋、逢瀬町夏出、北東で待池台、東で片平町、南東で大槻町、南から西にかけ逢瀬町多田野とそれぞれ隣接する。概ね市町村制施行以前の安積郡河内村の流れを汲む地域である。一級水系阿武隈川水系逢瀬川中流域とその左岸支流である日室川流域、および藤田川最上流域を主な範囲とする。域内のほとんどを山林が占め、南東側の平地には水田が広がり、福島県道29号長沼喜久田線沿い、逢瀬川渡河地点付近に集落が形成されている。逢瀬町多田野に所在する郡山北警察署逢瀬駐在所、および大槻町に所在する郡山消防署大槻基幹分署がそれぞれ管轄にあたる。

### 主な字
字
- 堂内
- 水上
- 地引
- 西田
- 西荒井
- 屋敷
- 馬場川原
- 下石田町
- 山田
- 汁谷
- 西午房沢

- 鍜治内
- 中谷地
- 町東
- 寺東
- 八幡
- 日室
- 柳沢
- 上滝
- 下滝
- 石廻
- 熊越

- 下坪
- 小萱
- 中山
- 久保
- 新小屋
- 鳥越
- 樋下
- 笊内
- 藤田
- 藤内打
- 蔵田

- 江下
- 原
- 原西
- 東川原
- 四十内
- 平内
- 西原
- 上納豆内
- 石橋
- 申久保
- 上石田町

- 篭原
- 明堂
- 西長倉
- 猫神
- 下笊内
- 原前舘
- 塩ノ原前

### 山岳
- 額取山
- 高広山

### 河川・湖沼
一級水系阿武隈川水系
- 逢瀬川
  - 日室川
  - 八幡川
- 藤田川
  - 芦沢川
  - 長経川

## 歴史
- 1879年1月27日 - 旧二本松藩領河内村が福島県内における郡区町村制の施行により安積郡の村となる。
- 1889年4月1日 - 町村制の施行により河内村と夏出村の合併により安積郡河内村が発足する。旧河内村域は新しい河内村の大字となる。
- 1955年4月23日 - 多田野村との合併により逢瀬村が発足し、逢瀬村の大字となる。
- 1965年5月1日 - 逢瀬村が郡山市、安積郡全町村および田村郡田村町と合併し新たな郡山市が設立され、郡山市の大字となる。

## 世帯数と人口
2024年1月1日現在の世帯数と人口は以下の通りである。
| 大字       | 世帯数  | 人口  |
| ---------- | ------- | ----- |
| 逢瀬町河内 | 370世帯 | 916人 |

## 小・中学校の学区
市立小・中学校に通う場合、学区は以下の通りとなる。
| 番地                   | 小学校               | 中学校             |
| ---------------------- | -------------------- | ------------------ |
| 下記を除く全域         | 郡山市立河内小学校   | 郡山市立逢瀬中学校 |
| 申久保、西長倉、汁谷   | 郡山市立多田野小学校 | 郡山市立逢瀬中学校 |
| 熊越、下坪、小萱、中山 | 郡山市立片平小学校   | 郡山市立片平中学校 |

## 交通

### 道路
- 福島県道29号長沼喜久田線
- 福島県道142号河内郡山線
- 一級市道10号多田野河内線
- 二級市道庚坦原河内線

## 施設等
- 郡山市逢瀬行政センター 河内連絡所
- 郡山市河内クリーンセンター
- 郡山市河内埋立処分場
- 逢瀬公園
- 善昌寺
- 菅船神社
- 曲師館跡
- 高館跡